# Hemodinamski monitoring
Hemodinamski monitoring  je procena funkcije kardiovaskularnog sistema i usklađenosti minutnog volumena srca sa metaboličkim potrebama organizma, kao i prepoznavanje komponenti hemodinamskog profila na koji se može terapijski delovati tokom lečenja. U tom smislu napredni hemodinamički nadzor preporučuje se u složenim situacijama ili u bolesnika sa šokom koji ne reaguju na početnu reanimaciju tečnosti. U ponudi je širok izbor tehnika koje se kreću u rasponu od invazivnih do manje invazivnih, pa čak i neinvazivnih. Ove tehnike mogu biti kalibrirane ili nekalibrirane. Međutim prilikom korišćenja hemodinamskog monitoringa važno je shvatiti značaj interpretacije dobijenih podataka i razumeti ograničenja svakog odabranog monitora.

## Osnovne informacije
Monitoring
Monitoring podrazumeva kontinuirano praćenje vitalnih funkcija bolesnika, a u širem smislu, sagledavanje i praćenje stanja bolesnika (klinički, biohemijski, imunološki, radiološki i drugi monitoring) i održavanje homeostaze, a zasniva se na kliničkom praćenju bolesnika i primeni različitih aparata.
Održavanje homeostaze
Održavanje homeostaze organizma ima za cilj uočavanje promena stanja bolesnika i donošenje odluke o dijagnostičkim i terapijskim postupcima)
Ciljevi monitoringa
Glavni ciljevi monitoringa su:
- Procena funkcije kardiovaskularnog sistema
- Usklađenost CO sa metaboličkim potrebama tkiva i organa
- Prepoznavanje komponenti hemodinamskog profila na koje se može terapijski delovati.

Osnovni principi
- Najmanje invazivan - može da pruži dovoljno informacija.
- Kontinuirani monitoring je bolji od intermitentnog.
- Aktivno lečenje je bolje od reaktivnog.
- Interpretacija podataka mora biti pravilna.

## Značaj
Pacijenti koji su kritično bolesni često su hemodinamički nestabilni (ili im preti opasnost da postanu nestabilni) zbog hipovolemije, srčane disfunkcije ili promena vazomotorne funkcije, što dovodi do disfunkcije organa, pogoršanja i/ili zastoja više organa i na kraju smrti. 
Hemodinamičkim nadzorom želi se usmeriti lečenje na sprječavanje ili lečenje otkaza funkcija organa i poboljšanja konačnog ishoda pacijenata. 
Terapeutske mere mogu uključivati primenu tečnosti, vazopresora ili inotropnih sredstva. I faze oživljavanja i faze ponovnog oživljavanja mogu se voditi pomoću hemodinamičkog praćenja. Sam nadzor nad tim uključuje nekoliko različitih tehnika,koje imaju svojih prednosti i nedostataka, i mogu se kretati od invazivnih do manje invazivnih ili čak i neinvazivnih tehnika, kalibriranih ili nekalibriranih. 

## Vrste monitoringa
1. Klinički monitoring - procena bolesnikovog stanja na osnovu kliničkog iskustva; 
2. Fizički monitoring - bazira se na fizičkim ili fizičko-hemijskim parametrima (aparati); 
3. Hemijski monitoring - praćenje biohemijskih parametara (zbog tehničkih ograničenosti uobičajeno “kasni” u odnosu na klinički i fizički monitoring)
4. Monitoring prema sistemu organa — može biti monitoring KVS-a koji se izjednačava sa hemodinamskim monitoringom, monitoring respiratornog sistema, monitoring CNS-a...
5. Monitoring prema invazivnosti — može biti invazivni, semiinvazivni ili neinvazivni monitoring. Invazivni monitoring nosi sa sobom rizik od komplikacija za pacijente, i pre primene zahteva procenu koristi svake od metoda u odnosu na postojeći rizik od komplikacija.

## Hemodinamski monitori i parametri koji se njima prate.[6]
| Vrsta monitoringa      | Parametri koji se prate | Slika |
| ---------------------- | --- | ----- |
| Neinvazivni monitoring | - EKG: srčana frekvencija, ritam i ishemija miokarda - Pulsna oksimetrija: saturacija kiseonikom arterijske krvi (SpO2) i srčana frekvencija - Krvni pritisak (sfingomanometrija): sistolni, dijastolni i srednji arterijski pritisak (TA), pulsus paradoksus. - Centralni venski pritisak: distenzija jugularnih vena, hepatojugularni refleks |       |
| Invazivni monitoring   | - Arterijski kateter: sistolni, dijastolni i srednji arterijski pritisak, pulsni pritisak, arterijske gasne analize, - Centralni venski kateter: centralni venski pritisak (CVP), analiza talasa centralnog venskog pritiska, saturacija kiseonikom centralne venske krvi (ScvO2), parcijalni pritisak ugljen-dioksida u centralnoj venskoj krvi (PcvCO2) - Analiza krivulje arterijskog talasa: udarni volumen, minutni volimen, varijacija pulsnog pritiska (PPV) i varijacija udarnog volumena (SVV), varijacija sistolnog pritiska (SPV) - Termodilucioni neinvazivni parametri: udarni volumen, minutni volumen, intratorakalni volumen krvi, globalni end-dijastolni volumen (GEDV), isporuka kiseonika perifernim tkivima (DO2) - Plućni arterijski kateter: sistolni, dijastolni i srednji plućni pritisak, plućni okluzivni (wedge) pritisak,analiza krive - Saturacija kiseonikom mešane venske krvi (SvO2), parcijalni pritisak ugljen-dioksida u mešanoj venskoj krvi (PvCO2), termodilucioni minutni volumen (kontinuirani i intermitentni), udarni volumen (SV), ejekciona frakcija desne komore, volumen krvi na kraju dijastole u desnoj komori - Ezofagealni dopler monitoring: udarni volumen, ugljen dioksid CO2, varijacija udarnog volumena (SVV) |       |

## Literatura
- Reinhart, K.; Bloos, F. (2005). „The value of venous oximetry”. Curr Opin Crot Care. 11 (3): 259—263. PMID 15928476. doi:10.1097/01.ccx.0000158092.64795.cf.
- Dellinger RP; Levy MM, Rhode A (2013). „Surviving Sepsis Campaign: International Guidelines for Management of Severe Sepsis and Septic Shock: 2012”. Critical Care Medicine. 41 (2): 580—637. PMID 23353941. doi:10.1097/CCM.0b013e31827e83af.
- Kumar, A.; Anel, R.; Bunnell, E.; Habet, K.; Zanotti, S.; Marshall, S.; Neumann, A.; Ali, A.; Cheang, M.; Kavinsky, C.; Parrillo, J. E. (2004). „Pulmonary artery occlusion pressure and central venous pressure fail to predict ventricular filling volume, cardiac performance, or the response to volume infusion in normal subjects”. Critical Care Medicine. 32 (3): 691—699. PMID 15090949. doi:10.1097/01.CCM.0000114996.68110.C9.
- Pinsky, M.; Payen, D. (2005). „Functional hemodynamic monitoring”. Critical Care. 9 (6): 566—572. PMC 1414021 . PMID 16356240. doi:10.1186/cc3927 .
- Rivers, Emanuel; Nguyen, Bryant; Havstad, Suzanne; Ressler, Julie; Muzzin, Alexandria; Knoblich, Bernhard; Peterson, Edward; Tomlanovich, Michael (2001). „Early Goal-Directed Therapy in the Treatment of Severe Sepsis and Septic Shock”. New England Journal of Medicine. 345 (19): 1368—1377. PMID 11794169. doi:10.1056/NEJMoa010307.
- Marx, G.; Reinhart, K. (2006). „Venous oximetry”. Current Opinion in Critical Care. 12 (3): 263—268. PMID 16672787. doi:10.1097/01.ccx.0000224872.09077.dc.
- Williams, G.; Grounds, M.; Rhodes, A. (2002). „Pulmonary artery catheter”. Current Opinion in Critical Care. 8 (3): 251—256. PMID 12386505. doi:10.1097/00075198-200206000-00009.

|  | Molimo Vas, obratite pažnju na važno upozorenje u vezi sa temama iz oblasti medicine (zdravlja). |